# Telescopus fallax
La 'serpiente gato' (Telescopus fallax) es una especie de serpiente venenosa que pertenece al género Telescopus de la familia Colubridae. Es nativa de sureste de Europa y el Oriente Medio.

## Distribución y hábitat
Su área de distribución incluye el noreste de Italia, Albania, zonas costeras de Croacia, Bosnia y Herzegovina, Montenegro, Slovenia, sur de Bulgaria, Macedonia, Grecia, Turquía, Malta, Chipre, Israel, Líbano, Siria, Irán, Irak, el Cáucaso en Rusia, Armenia, Georgia y Azerbaiyán.

## Taxonomía
Se reconocen las siguientes subespecies:
- Telescopus fallax cyprianus Barbour & Amaral, 1927
- Telescopus fallax fallax (Fleischmann, 1831)
- Telescopus fallax iberus (Eichwald, 1831)
- Telescopus fallax intermedius Gruber, 1974
- Telescopus fallax multisquamatus Wettstein, 1952
- Telescopus fallax pallidus Štěpánek, 1944
- Telescopus fallax syriacus (Boettger, 1880)